# 雷蒙德·洛威
雷蒙德·費拿·洛威 或譯 雷蒙·洛伊（該譯名被廣泛中文學術著作引用）、洛伊威、罗维等名，（法語：Raymond Fernand Loewy，1893年11月5日—1986年7月14日），生於法國巴黎，20世紀最著名的美國工業設計師之一與美國工業設計奠基人，在平面設計與企業識別系統設計上也頗有成就，大部分的職業生涯在美國度過，對美國文化造成深遠的影響。他著名的設計包括殼牌石油標識、灰狗巴士、賓州鐵路GG1和S1型機車、Lucky Strike的雪茄包裝、Coldspot牌冰箱、史都貝克Avanti以及空軍一號的塗裝。設計生涯長達70年之久。

## 生涯與事業
洛威在1893年出生於巴黎，父親是位維也納記者，自幼熱愛汽車、飛機等機械器具，早期成就為一項成功的模型飛機設計，其贏得了1908年的班奈特盃（James Gordon Bennett Cup）比賽。往後幾年他便販售這型飛機，並將其命名為「Ayrel」。他在第一次世界大戰中服役於法國軍隊，晉升至上尉階級，曾於戰役中負傷並獲頒英勇十字勳章。1919年，戰後的法國經濟蕭條，懷抱著對新大陸的憧憬，洛威只穿著他的軍官制服，以及在口袋中的50元美金，隻身搭船前往美國闖蕩。

### 早期事業
早年的洛威住在美國紐約，並尋得一份百貨公司的櫥窗展示設計工作，曾替梅西、沃納梅克和薩克斯第五大道等百貨公司服務過，另外也兼作《時尚》（Vouge）、《哈潑時尚》（Harper's Bazaar）雜誌的流行插畫家。1929年他接受人生第一項工業設計委託：為一家複印機廠商基士得耶（Gestetner）重新設計與改良產品。原本的複印機外型繁雜醜陋、伸出的四腳易使人員絆倒，使用效率低下等，種種不合理的設計，在洛威將它整合至一個簡潔的外觀與良好的操作性後，廣受市場好評。之後便有各種設計案之委託，包括西屋電器（Westinghouse Electric）、霍普莫比爾汽車（Hupmobile）和西爾斯百貨的冰箱品牌「Coldspot」，這款冰箱為日後的冰箱設計定型，圓弧流線的造形也在市場上大賣，流線型頓時成為產品流行元素，建立了他在工業設計上的聲譽，1930年代中期，洛威的設計公司在倫敦設立辦公室，至今仍在營運。

### 賓夕法尼亞鐵路

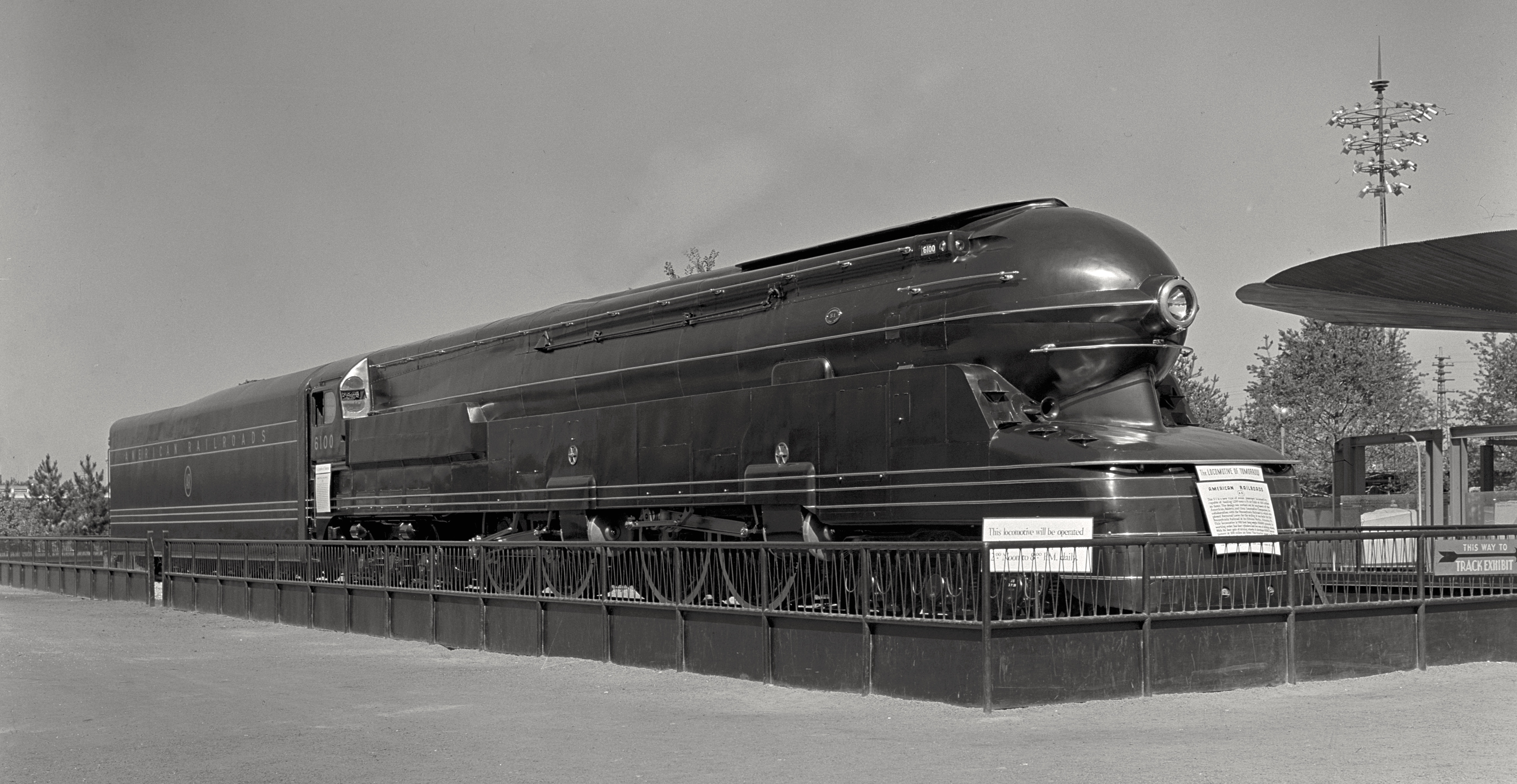
賓州鐵路S1蒸氣機車

1937年，洛威建立了與賓州鐵路之間的合作關係，為該公司設計了幾款著名的載客鐵路機車。他用流線型的外觀設計了K4s Pacific #3768型機車，用來拖拉1938年式百老匯特快車（Broadway Limited，同樣是洛威的作品）。接著他沿用此風格，設計出S1和T1機車。之後接受賓州鐵路公司委託，以顯著的「鯊鼻」（Sharknose）設計重新打造鮑德溫機車廠（Baldwin Locomotive Works）的柴油機車，使人聯想到T1的設計。洛威並沒有實際為知名的電力機車GG1作外觀設計，相反的他負責的是GG1結構改良，以焊接而非鉚接加強機車的外觀，並利用橫條紋式的塗裝來強調其平滑的輪廓。
除了機車設計，洛威的設計事務所也為賓州鐵路做各種設計，包括車站、乘客車廂內部裝潢和廣告事業。在1949年，洛威共僱用了143個設計師、建築師與製圖員。洛威的經商夥伴包含A. Baker Barnhart、William Snaith和John Breen。

### 史都德貝克汽車

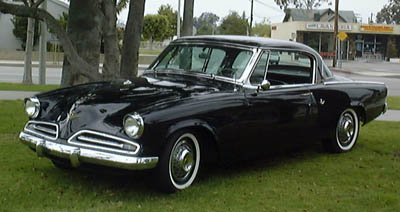
1953年史都德貝克汽車「Commander Starlight」

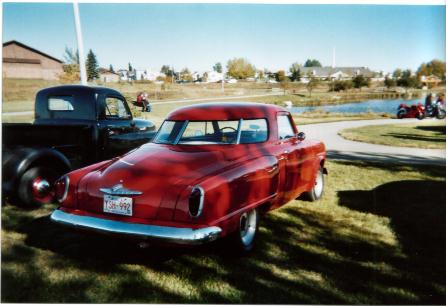
Starlight的車尾

洛威與美國汽車製造商史都德貝克（Studebaker）有長遠且豐富的關係。1936年，史都德貝克第一次聘請洛威與海倫·屈萊登（Helen Dryden）作為設計顧問。1939年，洛威開始與首席設計師維爾基爾·愛克斯內爾（Virgil M Exner）一同工作，他們的作品最先出現在1930年代晚期的史都德貝克汽車上，洛威也設計了新的標識來取代從1912年開始使用的「輪圈型」商標。
在第二次世界大戰期間，美國政府對於福特、通用汽車與克萊斯勒等汽車廠商的內部設計部門做出規範與限制，阻礙了大眾汽車業的發展。由於洛威的公司獨立於美國四大汽車廠之外，並沒有受到相當大的影響。這讓史都德貝克得以在1947年研發第一台全新的戰後汽車，比其他「汽車三巨頭」整整提早了兩年。他的團隊研發出了前衛的設計：與車頭融合的前葉子板與後掠至車尾的簡潔線條，以及Starlight具特色的車尾——後擋風玻璃與後窗環繞著後座排列，類似飛機駕駛艙舷窗，取得廣闊的視野與光線。
除了1950年與1951年史都德貝克標識性的子彈鼻型設計，設計團隊創造了1953年的「史都德貝克式線條」，以Starliner與Starlight為代表（名義上是洛威設計，實際上是愛克斯內爾的作品)。「Starlight」系列於1950年代在《Collectible Automobile》、《人車誌》（Car and  Driver）和《傳動》（Motor Trend）等雜誌評比上蟬聯最佳設計汽車的寶座，然而在當時，Starlight卻被譏為一種怪異的車（難以分辨車頭與車尾）。「'53 Starliner」在今日則被認為是「有史以來最漂亮的汽車之一」，它在外觀上前衛激進，正如同1934年克萊斯勒推出的Airflow車款那般，然而前衛的造形在量產上也是令人困擾的問題。1953年，史都德貝克的設計部已由洛威設計事務所的一員Robert Bourke接手。
洛威再度運用「Lazy S」元素設計史都德貝克的現代化標識。他最後為史都德貝克作的設計是將Starlight和Starliner這兩款車轉型到1956年的「Hawk」系列。

#### 阿汎提號（Avanti）

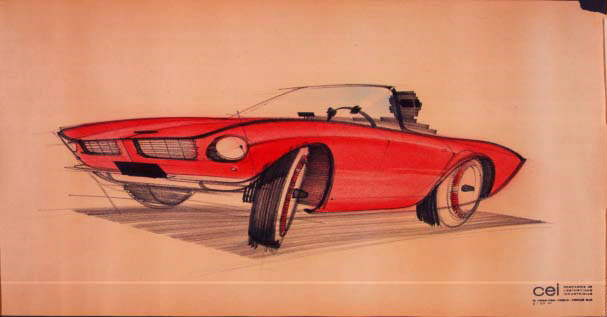
洛威的「阿汎提」設計草圖，1963年

1961年春天，洛威再度受到委託，史都德貝克的新總裁舍伍德·愛格伯特（Sherwood Egbert）希望他來設計「阿汎提」。Egbert聘請他為史都德貝克即將推出的1963年新車款注入設計活力，以吸引年輕消費族群為訴求。
儘管只有短短40天就要將設計定案並製作等比例模型，洛威還是同意接下了這份工作，他找來經驗豐富的設計人員組成小組，包括前洛威員工John Ebstein、Bob Andrews以及一位帕薩迪納藝術中心設計學院（Art Center College of Design）的年輕學生湯姆·凱洛格（Tom Kellogg）。設計小組暫居在加州棕櫚泉一間租來的房子，每個成員都有專業分工：Andrews和Kellogg負責畫草圖，Ebstein監督整個計畫，而洛威是創意總監並提供各種建議。

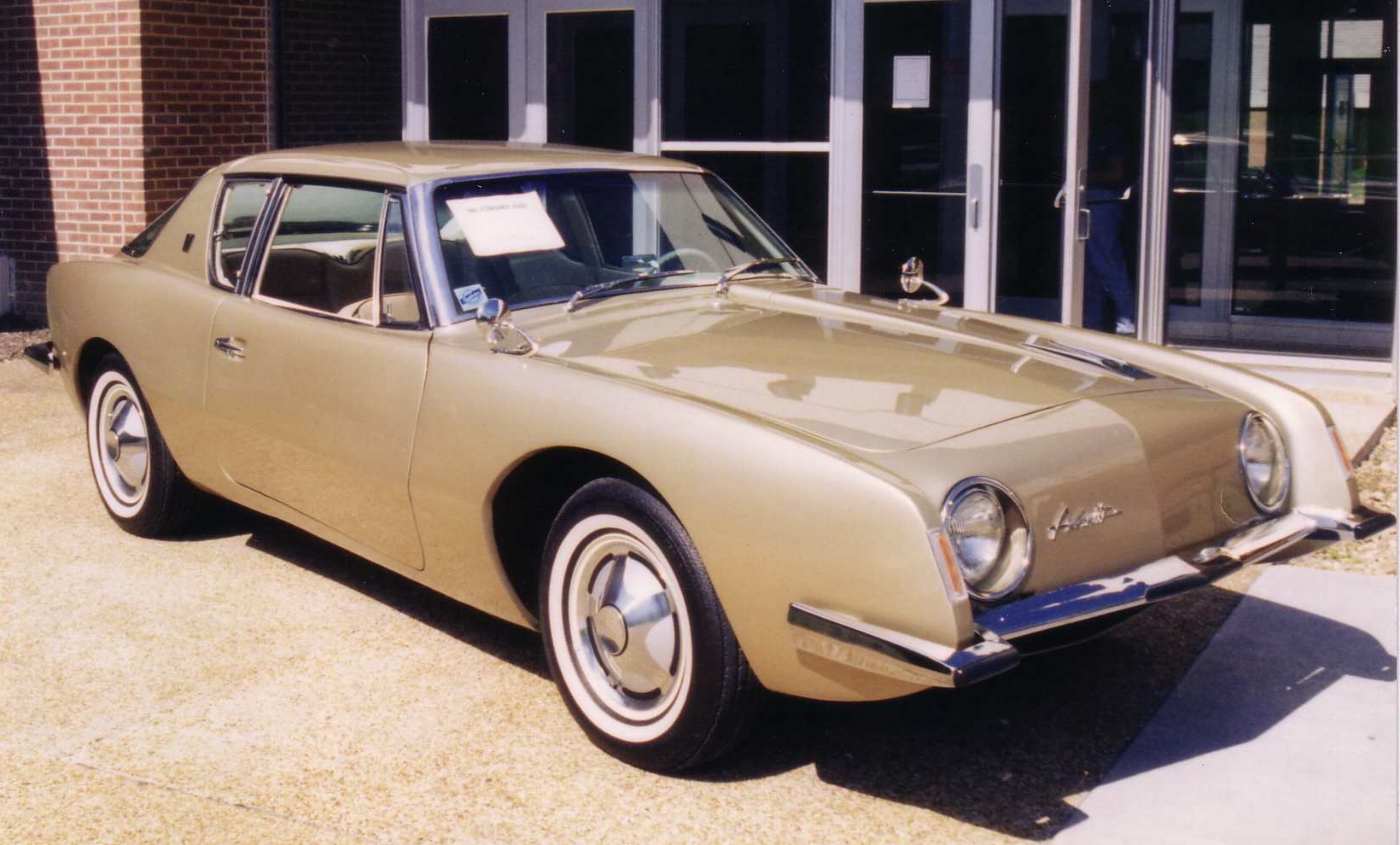
一輛金色的1963年式阿汎提

當阿汎提號衝擊市場時，立刻成為經典車款，在今日仍然有許多關於這部車的爭論，大部分人對它車頭奇特的造形印象深刻。許多版本以限量的形式經由一些小型的獨立車廠不斷生產，然而卻從未造成商業上的成功。

## 理念與影響
1949年10月31日，雷蒙德·洛威成為第一位登上《時代》封面的工業設計師，他的設計作品廣泛令人矚目，橫跨工業設計、平面設計與企業識別系統等領域，舉凡從生活用品到交通工具（從一支口紅到火車）都能看見他的設計，對美國人生活的各個層面有著深厚的影響。
不同於德國設計追求的「形式追隨功能」（Form Follows Function），美國設計為較偏向市場主義的「形式追隨市場」（Form Follows Market）。作為一位職業設計師，洛威成功的表達出將設計與市場行銷作結合的優良示範。在他的設計事業中，不斷宣揚產品設計在市場行銷中的作用，強調設計並非為了標新立異，而是市場運作下的準則，他曾言：「當商品在相同的價格和功能下競爭時，設計就是唯一的差別」、「最美的曲線就是上揚的銷售曲線」。即利用設計的魅力及產品的推陳出新，吸引消費者購買提昇市場佔有率，使企業獲得最大收益。在經濟大蕭條時期，優良的設計與商業結合，而洛威的設計正是使消費者無法抗拒的因素，縱使他們並沒有真正需要這產品。「商業主義」式的設計理念，已成為今日許多企業行銷的中心原則。
洛威也將工業設計塑造成一門高度的專業，也使美國成為最早將「工業設計師」認作一種職業的國家。他僱用數百名設計人員，成立美國當時最大的設計公司，洛威接受的設計委託，由旗下的設計師負責設計，經過他審核、修改之後，以「洛威設計」的名義發表，這種作法在當時雖頗有微詞，然而「洛威設計」也被認為是一種優良設計的象徵、銷售保障的代名詞，相同作法在今日也能見於一些設計公司。

## 逝世與遺產
雷蒙德·洛威自1938年入籍美國公民，在1980年退休並返回祖國法國。洛威在1986年逝世於他位於蒙地卡羅的住宅，那天也剛好是法國國慶日（7月14日），享壽93歲，留下他的第二任妻子薇奧拉（Viola）以及他們的女兒勞倫絲（Laurence）。1992年，薇奧拉·洛威和英美菸草公司在德國漢堡共同設立「雷蒙德·洛威基金會」，該基金會之宗旨為促進國際間的工業設計活動與紀念、緬懷雷蒙德·洛威，並每年頒發50,000歐元授予優秀設計師以表彰其一生成就。近年來受到表揚的設計師包括菲利普·斯塔克與迪特·拉姆斯。1998年，Laurence Loewy 在亞特蘭大創立了洛威設計（Loewy Design）管理她父親在美國的後續收入與財產。勞倫絲於2008年10月15日逝世，留下丈夫大衛哈格曼（David Hagerman）和她們的兒子傑克·洛威（Jacque Loewy），其中哈格曼繼續接手管理洛威設計以及洛威的財產。

## 設計作品
下表依照年代排列：

### 1910年代
- Ayrel模型飛機，1909年

### 1920年代
- 基士得耶（Gestetner）油墨複印機外殼，1929年

### 1930年代
- 波音307：替霍華德·休斯個人擁有的波音307客機設計機艙內部[9]
- 賓夕法尼亞鐵路:
  - K4s（英语：PRR K4s）蒸汽機車的流線型外殼設計
  - S1蒸汽機車的流線型外殼設計
  - 賓夕法尼亞鐵路"現代主義艦隊" ( Fleet of Modernism )客車的塗裝設計
  - T1（英语：PRR T1）蒸汽機車的流線型外殼設計
  - GG1電力機車，1936年
- 西爾斯百貨自有品牌產品，包括1935年的Coldspot冰箱
- 法莫（英语：Farmall tractor）（Farmall）「字母系列」（Letter Series）牽引機，1939-1954年

### 1940年代

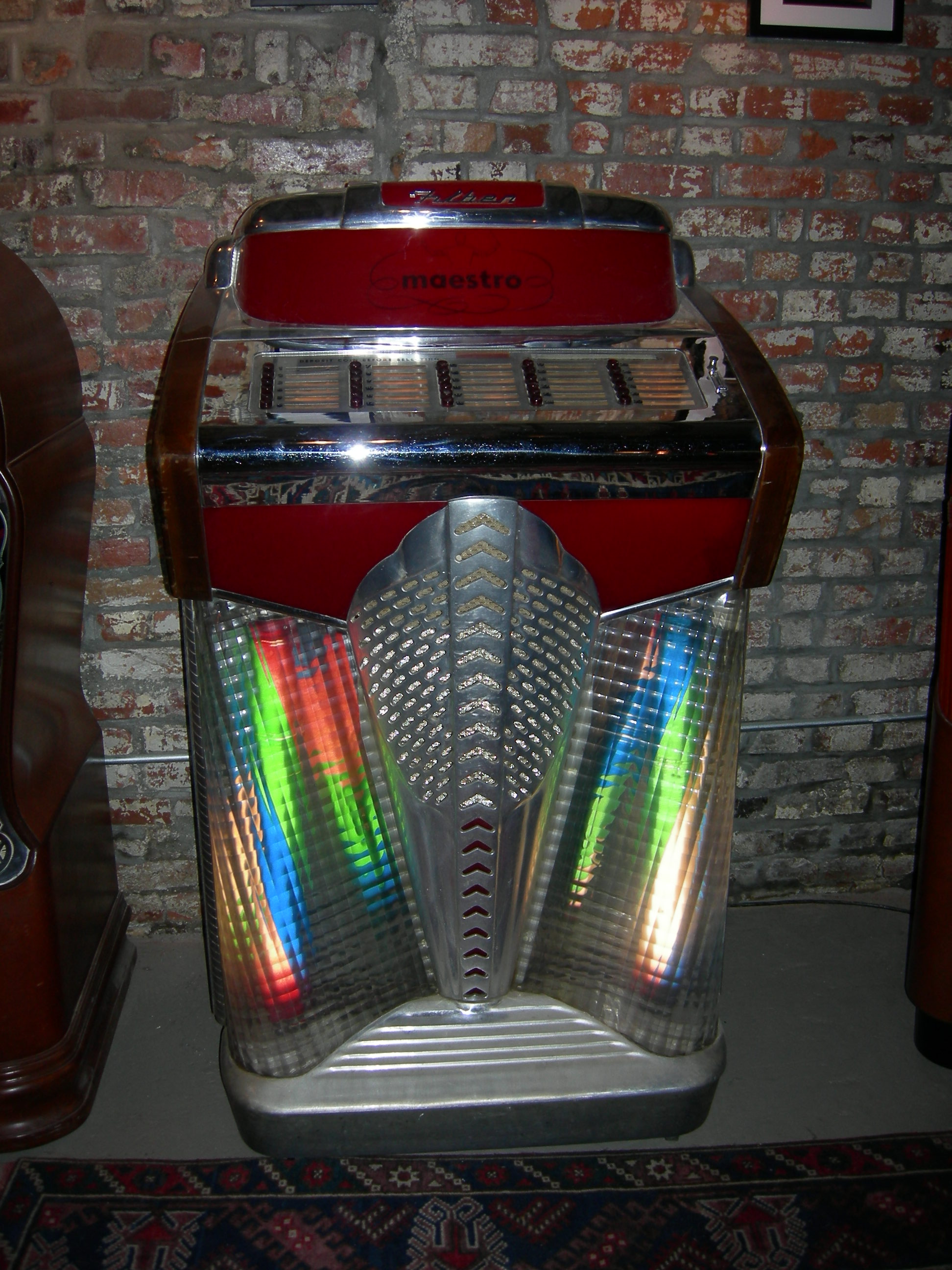
Filben大師點唱機

- 伊萊克斯（Electrolux）L300型冰箱，1940年
- 舒適牌（英语：Schick (razors)）（Schick）電動刮鬍刀，1941年[3]
- 哈雷－大衛森1941年式74FL「笨頭」（英语：Harley-Davidson Knucklehead engine）（Knucklehead）引擎之部分組件
- Lucky Strike（英语：Lucky Strike）香菸，白色包裝版，1942年
- 鮑爾溫機車廠DR-4-4-15（英语：Baldwin DR-4-4-15）「鯊鼻」（Sharknose）柴油機車
- 伊萊克斯B6型地板打蠟機（英语：Floor buffer），1944年
- 洛亞諾克溫斯頓·林克博物館（O. Winston Link Museum）翻新工程，1947年
- 費爾班克斯－摩斯（Fairbanks-Morse）鐵路機車系列：
  - 伊利造（英语：FM Erie-built）（Erie-built）主線機車，1945年
  - C-系列（英语：FM Consolidated line）（Consolidated line，簡稱C-liners）主線機車，1950年
  - H-10-44型（英语：FM H-10-44）主線、調車雙用機車（Road switcher），1944年
  - H-20-44型（英语：FM H-20-44）主線、調車雙用機車，1947年
  - H-12-44型（英语：FM H-12-44）主線、調車雙用機車，早期型，1950年
  - H-12-46型（英语：FM H-12-46）輕型主線、調車雙用機車，1950年
  - H-15-44型（英语：FM H-15-44）主線、調車雙用機車，1947年
  - H-16-44型（英语：FM H-16-44）主線、調車雙用機車，1950年
  - H-16-66型（英语：FM H-16-66）主線、調車雙用機車，1950年
- 海利克拉夫特斯（Hallicrafters）S-38型短波無線電，1946年[10]
- 史都德貝克Champion（英语：Studebaker Champion）汽車，1947年
- 費爾班「大師」型點唱機（Filben Maestro），1947年
- IBM 026型打孔機（key punch），1949 年

### 1950年代

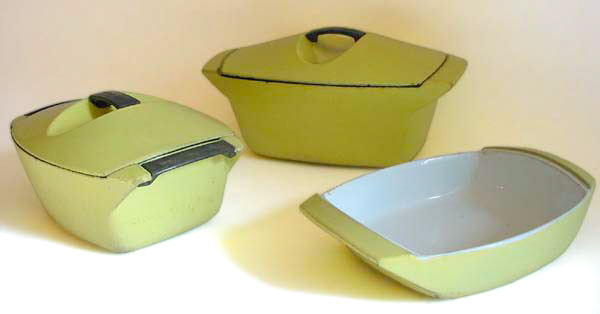
Le Creuset 法國烤箱

- 可口可樂瓶身造形之重新設計：除去可口可樂的浮雕圖案並使用清晰鮮艷的白色文字「Coke」與「Coca-Cola」，設計並推出特大號或曲線瓶，即10、12、16與26盎司(1955年)包裝。1960年以菱格設計了第一瓶鋁罐裝可口可樂。
- 灰狗巴士雙層大客車（美國專利號2563917），1951年
- 史都德貝克汽車 Commander（英语：Studebaker Commander），1953年
- 北大西洋鐵路（英语：Northern Pacific Railway） Vista-Dome North Coast Limited (外部塗裝與內部設計)，1954年
- Hillman Minx（英语：Hillman Minx） 系列汽車，1956-1959年
- Cockshutt（英语：Cockshutt Plow Company） 500系列 拖拉機，1958年
- Le Creuset（英语：Le Creuset） Coquelle，1958年
- Leisurama（英语：Leisurama）住宅，1959年

### 1960年代

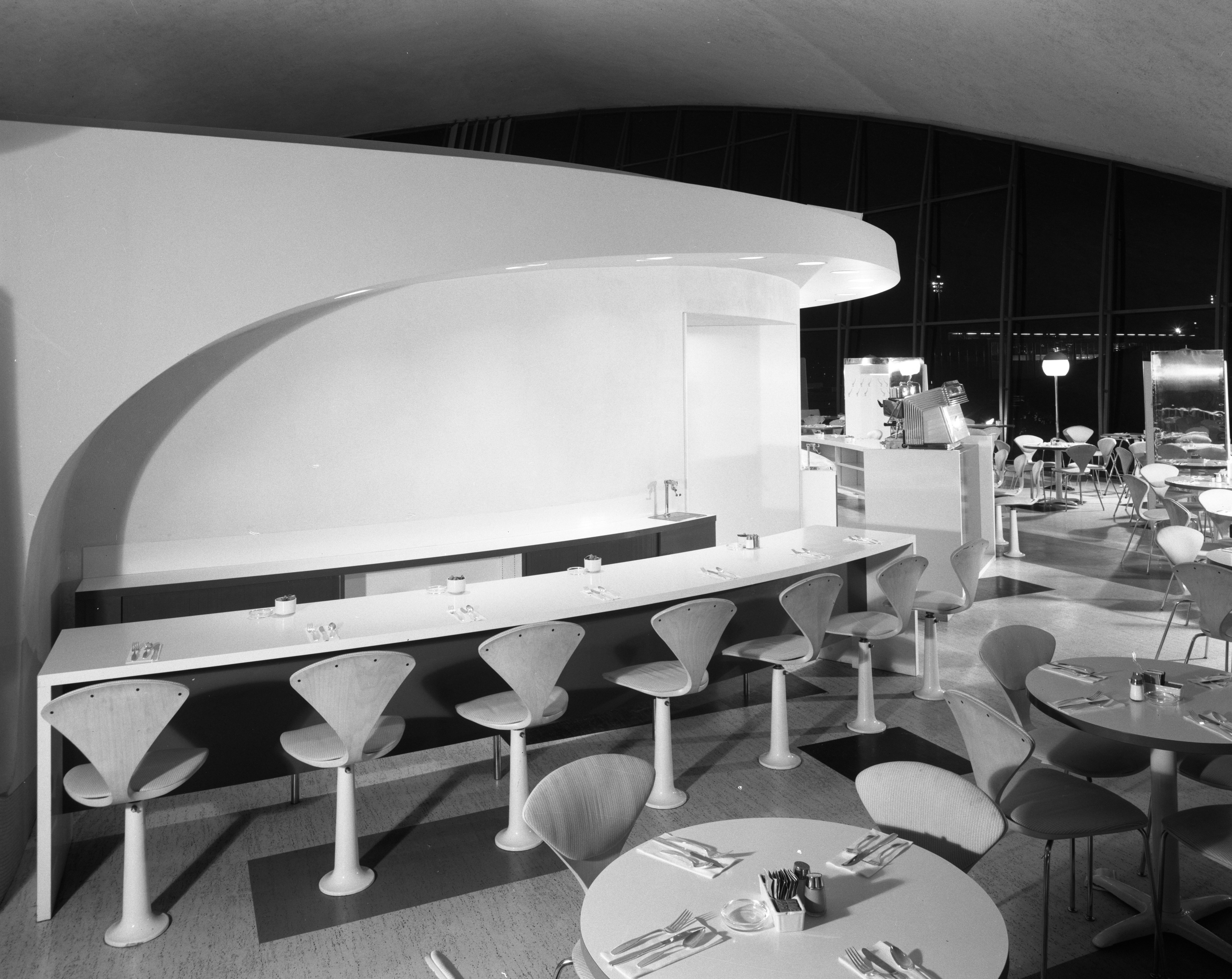
「聯合新聞餐廳」咖啡館，位於甘迺迪國際機場的環航飛行中心內。

- 集寶公司（英语：Chubb Corporation）（Chubb）商標，1968年
- 空軍一號獨特的乳藍－白色腰線－鍍鉻機腹塗裝，1962年。洛威的原始設計經修改後運用在今日的美國空軍一號機隊與大部分美國空軍所屬的貴賓機上，包括波音747、757、737以及灣流（Gulfstreams）商務機等一系列懸掛軍用機種代號「VC」字首的機隊（類似的設計也用在2006年的聯合太平洋鐵路4141號機車（英语：Union Pacific 4141）上，該輛鐵路機車被繪上與空軍一號相同的塗裝，以對前美國總統老布希致敬）。
- 紐約市公共運輸局R40型（英语：R40 (New York City Subway car)）列車。不過，其獨特的傾斜式車頭/車尾設計可能造成乘客在穿越車廂間有安全疑慮，因此官方特別在貫通式車門上加裝了扶手與電動門以解決此問題。
- 聯合新聞餐廳（Union News restaurants）咖啡館，位於甘迺迪國際機場之環航飛行中心（TWA Flight Center）航廈內，約1962年
- 美國海岸防衛隊的「賽車條紋」（racing stripe）服務紋章，1964年

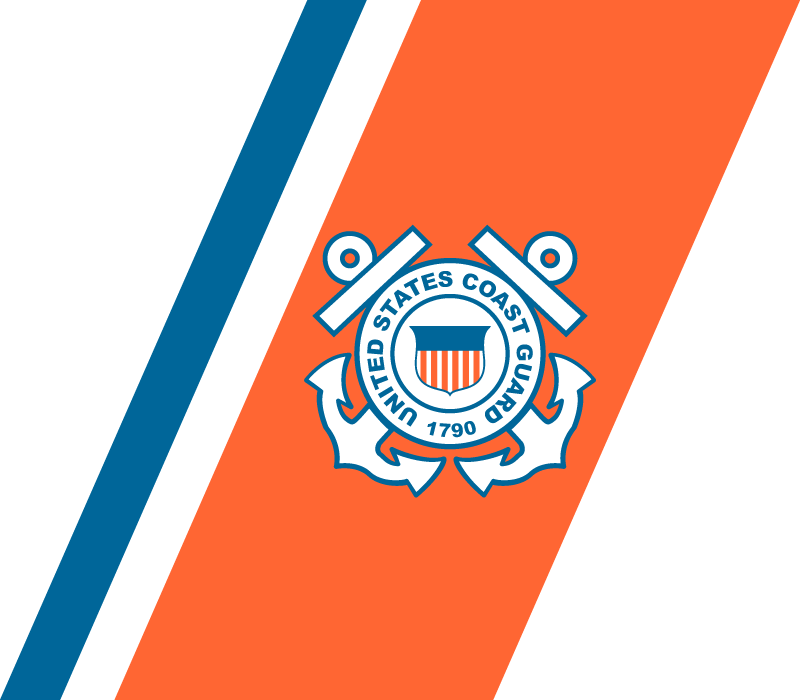
美國海岸防衛隊「賽車條紋」服務紋章，被廣泛使用在該單位旗下擁有、包括飛機、直昇機與美國海岸防衛隊緝私艦在內的各種設備上。

- 約翰·甘迺迪五角郵票（Five cents John Kennedy），1964年
- 史都德貝克阿汎提（Studebaker Avanti），1963年
- 杜賓斯基－佛列雷（Doubinsky Frères）DF-2000系列櫥櫃，1965年[11]
- 艾克森石油（Exxon）標識，1966年（1972年採用）[12]
- SPAR超市（英语：SPAR）的商標，1968年[13]

### 1970年代
- 殼牌石油標識，1971年
- 法國航空 協和客機內部設計，1975年
- NASA天空實驗室計畫國際太空站，第一套為太空旅行實行的室內設計規範，包括能從宇宙中觀看地球的舷窗、室內設計和配色主題、每位太空人放鬆和睡眠的私人空間、餐桌和托盤、工作服、服裝儲藏模組、廢棄物管裡的設計等。

## 軼事
2013年11月5日，Google將搜尋引擎首頁的圖片改為以賓州鐵路S1型機車為範本的火車，以紀念洛威120歲冥誕。

## 外部連結
- 雷蒙德·洛威官方網站 （页面存档备份，存于）（英文）
- 雷蒙德·洛威設計官方網站 （页面存档备份，存于）（英文）
- 雷蒙德·洛威基金會 （页面存档备份，存于）（英文）